# Tight end
En tight end er, indenfor amerikansk fodbold, en spiller på det angribende hold. Tight enden fungerer som en slags "altmuligmand" for angrebet, og hans arbejdsopgaver kan være både at blokere for runningbackerne, agere wide receiver og gribe kast fra quarterbacken, samt i enkelt tilfælde at løbe bolden som en runningback.
Tight enden skal af disse grunde naturligvis være en meget alsidig spiller, og hans arbejdsområder på holdet er deraf selvsagt også meget skiftende. En tight end er derfor meget afhængig af trænerens dispositioner, og derfor også som holdspiller meget sårbar overfor trænerfyringer.

## Berømte tight ends
- Jeremy Shockey
- Tony Gonzalez
- Antonio Gates
- Shannon Sharpe
- Ben Coates
- Joe Horn
- Jason Witten
- Rob Gronkowski